# Galícia irredempta
La Galícia irredempta és la denominació que reben tots aquells territoris de llengua gallega, que en l'actualitat són fora de les fronteres de Galícia, sota l'administració de Castella i Lleó i Astúries. Hi ha tradicionalment vincles lingüístics i culturals amb Galicia en aquest territori i al voltant seu, i una reivindicació històrica de pertinença a la cultura gallega i en alguns casos d'incorporació o reincorporació a la mateixa Galícia.
Està formada pels següents territoris:
- Terra Eo-Navia, a Astúries, formada per 19 municipis.
- El Bierzo, a la província de Lleó, formada per 23 municipis.
- As Portelas, a la província de Zamora, formada per 5 municipis.